# Gloria Grahame

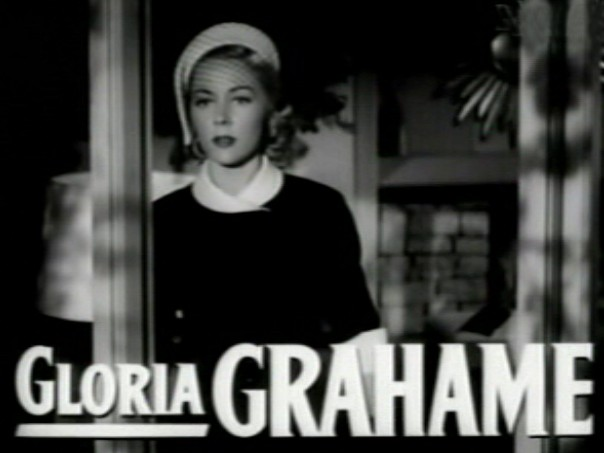
Gloria Grahame în Urâtul şi frumosul, pentru care a primit un premiu Oscar.

Gloria Grahame (n. 28 noiembrie 1923, Los Angeles, California, SUA – d. 5 octombrie 1981, New York City, New York, SUA) - actriță americană, câștigătoare a premiului Oscar (1952).

## Filmografie (selecție)
- Crossfire (1947) - ca Ginny Tremaine; nominalizare la Premiul Oscar pentru cea mai bună actriță în rol secundar
- Într-un loc singuratic (1950) - ca Laurel Gray
- Urâtul și frumosul (1952) - ca Rosemary Bartlow; Premiul Oscar pentru cea mai bună actriță în rol secundar
- Marea lovitură (1953) - ca Debby Marsh
- Omul care n-a existat niciodată (1956) - Lucy Sherwood